# Marcin Romanowski
Marcin Romanowski, né le 20 janvier 1976 à Skrewlno (Couïavie-Poméranie), est un juriste, homme politique et haut fonctionnaire polonais, docteur en droit, sous-secrétaire d'État puis secrétaire d'État au ministère de la Justice de 2019 à 2023, député (d'opposition) à la Diète de Pologne depuis octobre 2023. Il est  depuis janvier 2024, représentant suppléant du parlement polonais à l'Assemblée parlementaire du Conseil de l'Europe.

## Biographie

### Formation et activités professionnelles
Après une scolarité secondaire au lycée de Rypin (1995), il effectue des études de droit à l'université Nicolas-Copernic de Toruń (2000) puis à l'université de Ratisbonne grâce à une bourse de la Fondation Konrad-Adenauer (2000-2002). Il complète sa formation comme doctorant à l'université de Greifswald et à l'université Humboldt de Berlin (2004-2005).
Il soutient en 2008 sa thèse de doctorat intitulée « Particularité du processus de règlement des comptes avec le passé communiste. Étude théorique et juridique sur l'exemple de l'Allemagne après 1989 » à l'université Cardinal-Stefan-Wyszyński (d) de Varsovie.
Il est recruté comme maître de conférences au département de théorie et de philosophie du droit de la faculté de droit et d'administration de l'université Cardinal Stefan-Wyszyński de Varsovie (WPiA UKSW).
il est l'auteur de plusieurs publications et études scientifiques dans ses domaines de recherche.

### Engagement politique
Lors des élections locales de 2002, il se présente sans succès au conseil municipal de Varsovie. sur la liste menée par Julia Pitera. Il est expert de la commission d'enquête sur l'affaire Lew Rywin (d) (2003-2004). Dans les années 2005-2007 et 2015-2019 il est conseiller du ministre de la Justice. Il devient militant de Solidarna Polska, devenue « Pologne souveraine » en 2023.
De 2016 à 2019, il est directeur de l'Institut de l'autorité judiciaire (pl) et président du conseil d'administration de l'École nationale d'administration publique (jusqu'en 2021). En 2018-2019, il a été chargé de mission pour l'informatisation et de la cybersécurité auprès du ministre de la Justice  et du Fonds de justice (pl). Le 4 juin 2019, il est promu sous-secrétaire d'État auprès de Zbigniew Ziobro. En novembre 2023, il devient secrétaire d’État au sein du même ministère jusqu'à la fin du gouvernement de Mateusz Morawiecki en décembre 2023. Il est notamment chargé de l'informatisation et de la cybersécurité du système judiciaire, créant un Centre de cybersécurité à Zamość ; il est également responsable du domaine des nouvelles technologies et de l'intelligence artificielle dans le système judiciaire et pénitentiaire.
À partir de 2022, il intervient à l'Institut de droit de l'Académie de la culture sociale et médiatique de Toruń (pl) de la Fondation Lux Veritatis (en) du père Tadeusz Rydzyk. Il est également un des soutiens de la création de l'École supérieure de criminologie et d'études pénitentiaires de Varsovie, qui prend en 2023 le nom d'Akademia Wymiaru Sprawiedliwości (pl).
Aux élections législatives de 2023, il est élu député du parti Pologne souveraine sur la liste de la Droite unie présentée par Droit et Justice (PiS) dans la circonscription de Biała Podlaska, Chełm, Zamość (voïvodie de Lublin).

### Enquête et arrestation
En 2024, il fait l'objet d'une enquête du parquet national concernant la répartition des subventions du Fonds de justice, détournées de leur objet légal. Le 12 juillet 2024, la Diète suspend son immunité parlementaire ce qui permet sa mise en détention. Il est arrêté à Varsovie par des agents de l'Agence de sécurité intérieure (ABW). Il est libéré le lendemain sur décision du tribunal de district de Varsovie-Mokotów. Selon Marcin Romanowski, cela était lié à sa deuxième immunité, résultant de son appartenance à la délégation polonaise auprès de l'Assemblée parlementaire du Conseil de l'Europe. Le président de cette assemblée, Theódoros Roussópoulos souligne que les membres de l'Assemblée bénéficient de l'immunité pendant toute l'année de sa session. Certains juristes expriment des opinions différentes sur cette question, notamment Andrzej Zoll (en) selon lequel Marcin Romanowski est membre de la délégation à l'Assemblée parlementaire du Conseil européen en tant que député polonais.
Le 2 octobre 2024, l'immunité de Marcin Romanowski est levée à la demande du ministre polonais de la Justice Adam Bodnar. Marcin Romanowski refuse néanmoins de répondre aux convocations de la Justice, contestant les charges qui lui sont signifiées. Le 9 décembre 2024, le tribunal du district de Varsovie-Mokotów décide d'imposer une détention provisoire à Marcin Romanowski pour une durée de 3 mois et émet un mandat d'arrêt. Le 19 décembre 2024, son avocat confirme que Marcin Romanowski a quitté le territoire polonais et a obtenu l'asile politique en Hongrie.

### Vie privée
Fils de Romuald et Aleksandra Romanowski, il est « numéraire » de l'organisation catholique Opus Dei et a fait vœu de célibat.

## Vision politique et sociale
En 2022, sur Radio Maryja, Marcin Romanowski qualifie la communauté LGBT de « déviation institutionnalisée ». Au cours de son mandat de vice-ministre de la Justice, le 3 mars 2023, il publie sur Twitter un message dans lequel il soutient l'imposition de la peine de mort à quatre personnes âgées de 16 et 17 ans, auteurs présumés du meurtre d'un autre adolescent .
Selon lui, la Convention du Conseil de l'Europe sur la prévention et la lutte contre la violence à l'égard des femmes et la violence domestique (dite « Convention d'Istanbul ») introduit une confusion idéologique : le concept de genre, désignant le genre et les conditions sociales comme la cause de la violence - et non l'alcool ou la sexualisation de l'image de la femme dans les médias. Ses propos qualifiant la convention de « cheval de Troie du genre » ont été largement commentés dans les médias.